# واپاشی آلفا

واپاشی آلفا

واپاشی آلفا یا واپاشی آلفازا (به انگلیسی: Alpha decay) یکی از واپاشی‌های مهم فیزیک است که غالباً به صورت یک هسته هلیوم پرتوزایی می‌شود و از عدد اتمی دو شماره کم می‌شود برای نمونه:
{\displaystyle {}^{2}{}_{92}^{38}{\hbox{U}}\;\to \;{}^{2}{}_{90}^{34}{\hbox{Th}}\;+\;{}_{2}^{4}{\hbox{He}}^{2+},}
البته این معمولاً به صورت زیر نوشته می‌شود:
{\displaystyle {}^{238}{\hbox{U}}\;\to \;^{234}{\hbox{Th}}\;+\;\alpha .}
ذرات واپاشی آلفا یک هسته اتم هلیوم است که انرژی ۵ MeV و سرعت ۱۵٫۰۰۰ کیلومتر بر ثانیه (که ۰.۰۵ سرعت نور است) دارد بار آن به علت داشتن دو پروتون +۲ است.

## تاریخچه
در سال ۱۹۲۸ این قضیه توسط George Gamow حل شد